# غريغ نورتن
غريغ نورتن (بالإنجليزية: Greg Norton)‏ هو صاحب مطعم وموسيقي أمريكي، ولد في 13 مارس 1959 في روك أيلاند في الولايات المتحدة.

## وصلات خارجية
- غريغ نورتن على موقع ميوزك برينز (الإنجليزية)
- غريغ نورتن على موقع أول ميوزيك (الإنجليزية)
- غريغ نورتن على موقع ديسكوغز (الإنجليزية)